# ناصر غازي
ناصر غازي، من مواليد 1981، لاعب كرة قدم يمني، يلعب لنادي الوحدة اليمني ونادي الهلال الساحلي ونادي العروبة. ويلعب مع منتخب اليمن لكرة القدم. وقد سجل هدفًا في مرمى منتخب البحرين لكرة القدم في كأس الخليج عام 2004.